# Klemens Cieślak
Klemens Stanisław Cieślak (ur. 11 października 1927 w Inowrocławiu, zm. 8 grudnia 2022 w Toruniu) – polski działacz partyjny i państwowy, nauczyciel, przewodniczący Prezydium Miejskiej Rady Narodowej w Słupsku (1956–1961), I sekretarz Komitetu Miejskiego PZPR w Słupsku (1980).

## Życiorys
Syn Stanisława i Delfiny. Pracował zawodowo jako nauczyciel, pomiędzy 1952 a 1956 kierował technikum finansowym (potem technikum rachunkowości) w Słupsku. Był również szefem delegatury Najwyższej Izby Kontroli w Koszalinie. Od 1951 członek Polskiej Zjednoczonej Partii Robotniczej. Od 9 października 1956 do 1 lutego 1961 przewodniczący Prezydium Miejskiej Rady Narodowej w Słupsku, a od 31 maja 1961 do 24 kwietnia 1970 wiceprzewodniczący Prezydium Wojewódzkiej RN w Koszalinie. W 1975 został członkiem egzekutywy i przewodniczącym Wojewódzkiej Komisji Kontroli Partyjnej w Komitecie Wojewódzkim PZPR w Słupsku, a od kwietnia do grudnia 1980 pozostawał I sekretarzem Komitetu Miejskiego PZPR tamże. Następnie powrócił do kierowania WKKP, a od 1984 do 1985 szefował Rejonowemu Ośrodkowi Pracy Partyjnej PZPR w Sławnie.
Został pochowany na cmentarzu przy parafii św. Apostołów Piotra i Pawła w Toruniu.